# Alfa Romeo Alfetta 159

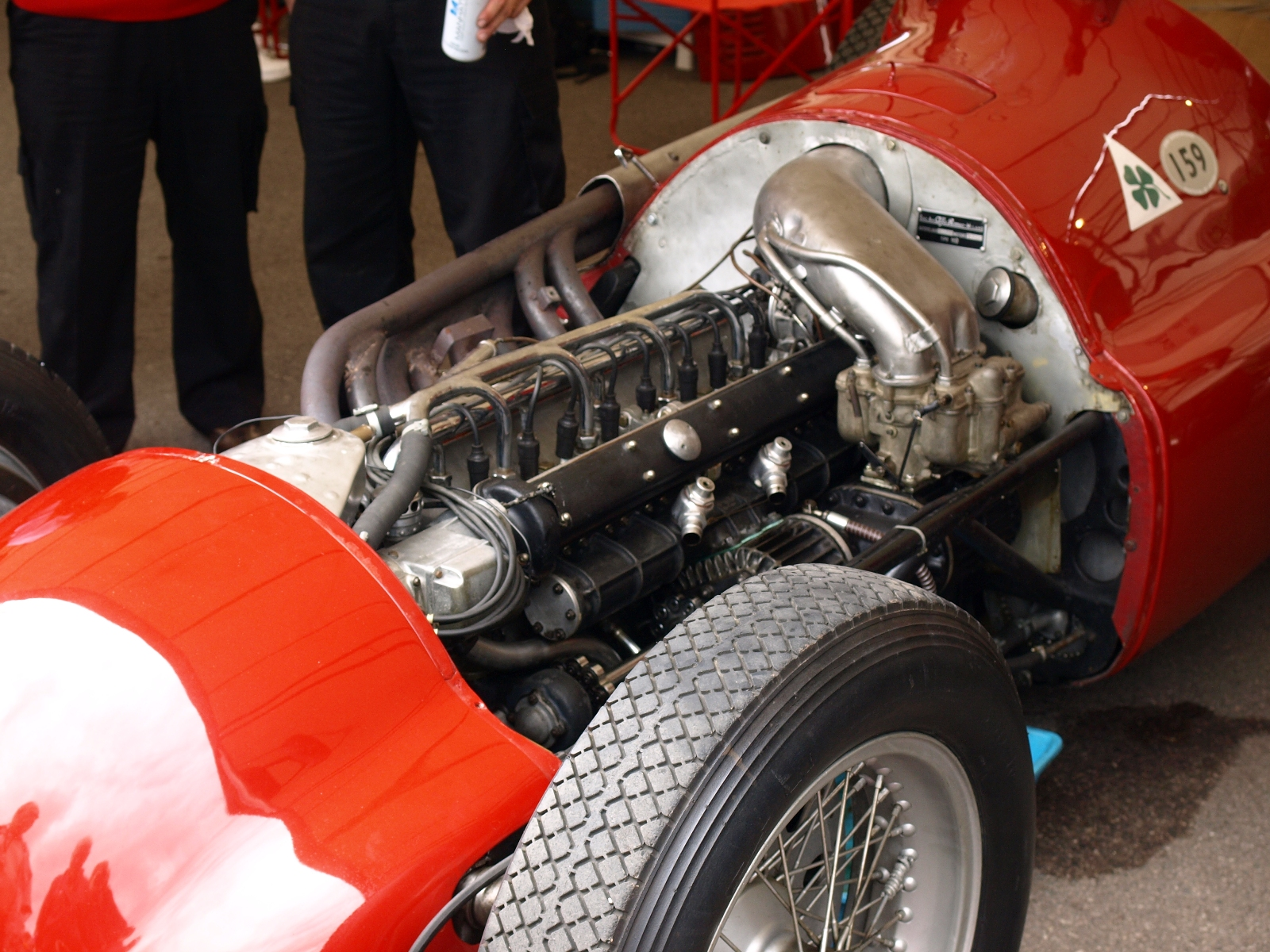
De 1.5L supercharged 8 cilinder in lijn 159 motor.

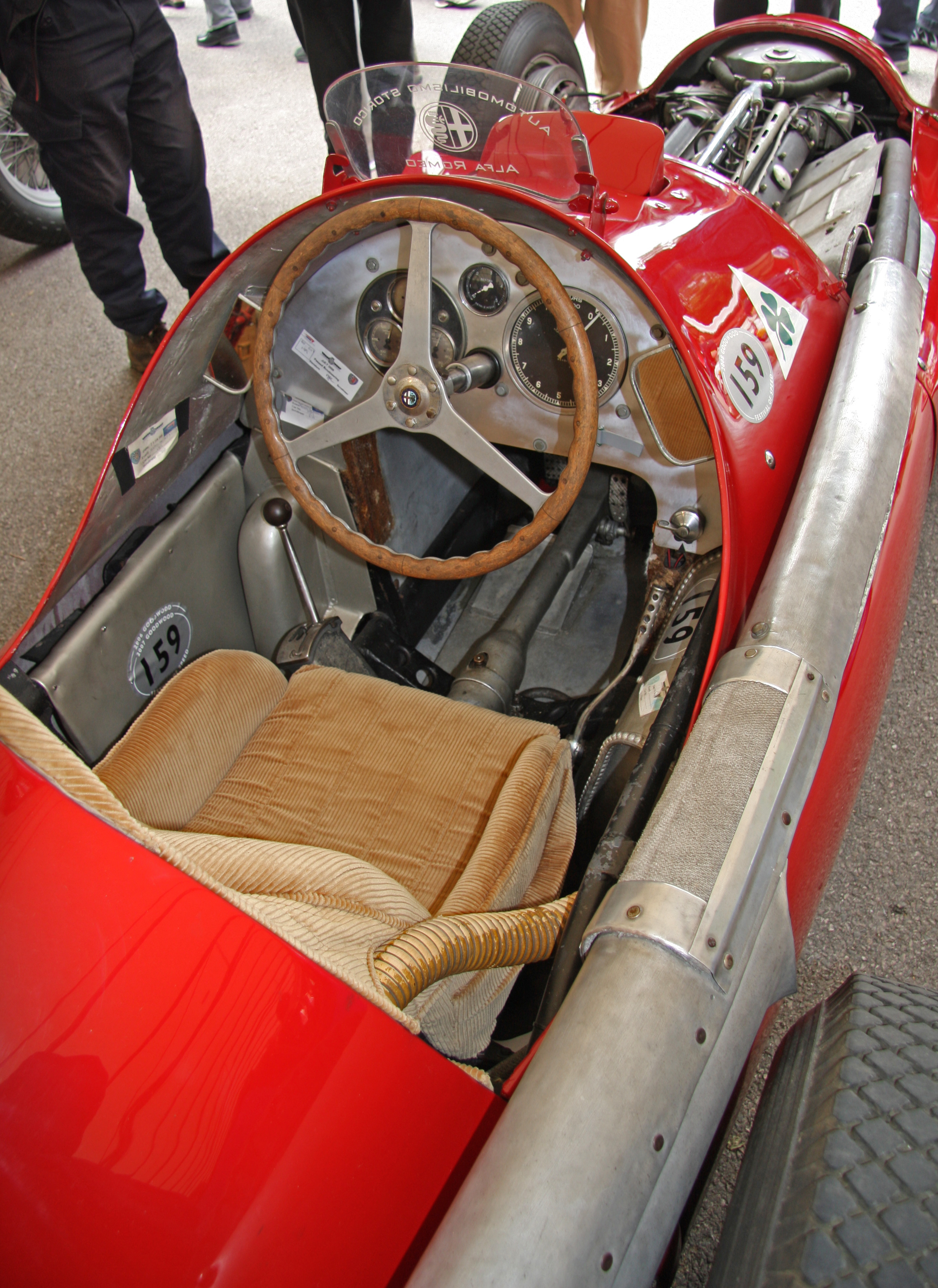
Cockpit.

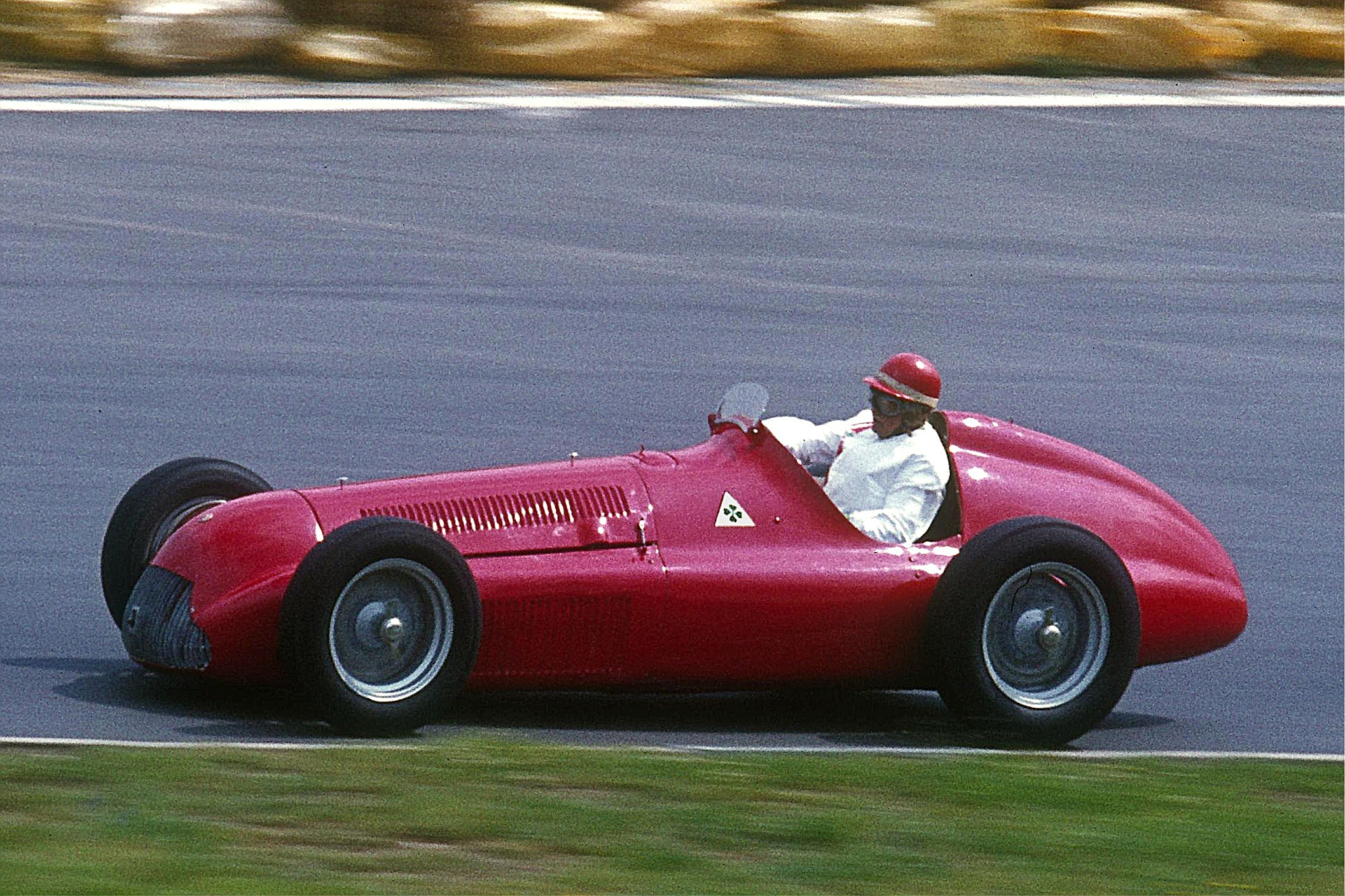
Alfa Romeo 159 op de Nürburgring.

De Alfa Romeo 158/159, ook wel bekend als de Alfetta (Kleine Alfa in Italiaans), is een van de meest succesvolle race-auto's ooit geproduceerd. De Alfa Romeo 158, en de daarvan afgeleide 159, wonnen 47 van de 54 Grands Prix waaraan ze deelnamen. De wagen werd oorspronkelijk ontwikkeld voor de vooroorlogse voiturette raceklasse (1937) en heeft een 1,5-liter 8 cilinder in lijn supercharged motor. Na de Tweede Wereldoorlog werd de auto vanaf 1947 ingezet voor de Formule 1. In de handen van befaamde coureurs als Nino Farina, Juan-Manuel Fangio en Luigi Fagioli, was de Alfetta tot en met 1951 onoverwinnelijk. In 1950, het debuutjaar van de formule 1, won de Alfetta zelfs alle Grands Prix die verreden werden.

## Overzicht

### Ontwikkeling en beginjaren
De eerste versie van deze succesvolle race-auto, de 158, werd in 1937 geproduceerd en ontworpen door Gioacchino Colombo. De auto's naam verwijst naar de 1,5-liter motor en acht cilinders. Alfa's 3-liter race-auto's in 1938 en 1939 werden de Tipo 308, 312 en 316. De 158 debuteerde voor het Alfa Corse raceteam in augustus 1938 in Livorno tijdens de Coppa Ciano Junior waar Emilio Villoresi de eerste overwinning met de 158 noteerde. Op dat moment leverde de 1479.56 cc (58,0 x 70,0 mm) motor rond de 200pk bij 7000 toeren,
met behulp van een single-stage Rootscompressor. Meer succes kwam in de Coppa Acerbo, Coppa Ciano en Tripoli Grand Prix in mei 1940. Tijdens de Tweede Wereldoorlog werd de ontwikkeling van de auto voor zes jaar gestaakt.

### Na de oorlog
In 1947 deed de Alfetta weer mee aan een Grand Prix. Voor het seizoen van 1948 werd de 158 gewijzigd. Dit keer produceerde de motor meer dan 350pk en dit type werd aangeduid als de Tipo 158/47. Deze auto maakte een tragisch debuut in 1948 tijdens de Zwitserse Grand Prix waar Achille Varzi zwaar crashte en als gevolg hiervan werd gedood.

### Onverslaanbaar in de Formule 1
In het eerste seizoen van de Formule 1, in 1950, was de 158 onoverwinnelijk en won alle wedstrijden van dat seizoen. Voor een auto die nota bene was ontwikkeld in 1937 was dit ongelooflijk en ook het budget van Alfa Romeo was vrij klein vergeleken met dat van de concurrentie. Daarnaast droegen de getalenteerde coureurs van Alfa Corse, zoals Giuseppe Farina die dat jaar wereldkampioen werd en Juan Manuel Fangio, bij aan het ongekende succes dat Alfa Romeo beleefde.
Aan het eind van 1950 werd een bijgewerkte versie ontwikkeld, de 159, die in gebruik werd genomen voor het formule 1 seizoen van 1951. Deze versie had een vernieuwde achterophanging, een De Dion-as-constructie. De motor werd opgevoerd tot ruim 425pk bij 9600 toeren. Voor die tijd was dit een ongekend hoog vermogen en om dit te bereiken dienden er grotere Superchargers toegepast te worden. Dit in combinatie met het rijke brandstofmengsel vereist voor methanol maakte het verbruik van de 159 erg hoog: zo'n 125 tot 175 liter per 100 km. De Britse Grand Prix op Silverstone was destijds de eerste formule 1 Grand Prix ooit die niet gewonnen was door een Alfa, puur vanwege het feit dat Fangio en Farina beiden een extra keer moesten stoppen voor brandstof. De Alfa's waren echter nog steeds met afstand de snelste en Fangio werd tweede. Overwinningen werden geboekt op de Grand Prix van Zwitserland, Frankrijk en Spanje en Fangio pakte met zijn Alfa de wereldtitel. Op de een-na-laatste GP van 1951, de Italiaanse Grand Prix op Monza, introduceert Alfa Romeo een nieuwe versie bekend als de 159M. De "M" staat voor Maggiorata ("uitgebreid").

### Het einde
Eind 1951 bleek de Italiaanse overheid niet bereid om de ontwikkelingskosten te dekken, waarna het team van Alfa Romeo zich terugtrok uit de formule 1 (de ontwikkeling van de nieuwe 2,5-liter Alfa Romeo 160 werd hiermee gestaakt). In de jaren daarna trad Alfa regelmatig op als motorenleverancier, maar het zou nog tot 1979 duren totdat Alfa terugkeerde als constructeur in de formule 1 (zie: Alfa Romeo (Formule 1)).
De laatste overwinning van de 159 was in 1953 tijdens de Grand Prix van Italië, ruim 16 jaar na de introductie van de eerste Alfetta. Dit in combinatie met de formule 1 wereldtitel in 1950, waarvan alle Grands prix gewonnen, en 1951 maakt de Alfetta 158/159 tot een van de meest succesvolle racewagens ooit.

## Overwinningen
| Datum             | Type | Race                  | Locatie               | Klasse        | Coureur                          |
| ----------------- | ---- | --------------------- | --------------------- | ------------- | -------------------------------- |
| 7 augustus 1938   | 158  | Coppa Ciano           | Livorno               | Voiturette    | Emilio Villoresi                 |
| 11 september 1938 | 158  | Milan Grand Prix      | Monza                 | Voiturette    | Emilio Villoresi                 |
| 30 juli 1939      | 158  | Coppa Ciano           | Livorno               | Voiturette    | Giuseppe Farina                  |
| 13 augustus 1939  | 158  | Coppa Acerbo          | Pescara               | Voiturette    | Clemente Biondetti               |
| 20 augustus 1939  | 158  | Swiss Grand Prix      | Bremgarten            | Voiturette    | Giuseppe Farina                  |
| 12 mei 1940       | 158  | Tripoli Grand Prix    | Libya                 | Voiturette    | Giuseppe Farina                  |
| 21 juli 1946      | 158  | Grand Prix of Nations | Geneva                | –             | Giuseppe Farina                  |
| 1 september 1946  | 158  | Valentino Grand Prix  | Turin, Valentino Park | non-Champ. F1 | Achille Varzi                    |
| 30 september 1946 | 158  | Milan Grand Prix      | Milan, Sempione Park  | –             | Carlo Felice Trossi              |
| 8 juni 1947       | 158  | Swiss Grand Prix      | Bremgarten            | –             | Jean-Pierre Wimille              |
| 29 juni 1947      | 158  | European Grand Prix   | Spa                   | –             | Jean-Pierre Wimille              |
| 13 juli 1947      | 158  | Bari Grand Prix       | Bari                  | –             | Achille Varzi                    |
| 7 september 1947  | 158  | Italian Grand Prix    | Milan, Sempione Park  | –             | Carlo Felice Trossi              |
| 4 juli 1948       | 158  | Swiss Grand Prix      | Bremgarten            | –             | Carlo Felice Trossi              |
| 18 juli 1948      | 158  | French Grand Prix     | Reims                 | –             | Jean-Pierre Wimille              |
| 5 september 1948  | 158  | Italian Grand Prix    | Turin, Valentino Park | –             | Jean-Pierre Wimille              |
| 17 oktober 1948   | 158  | Autodrome Grand Prix  | Monza                 | –             | Jean-Pierre Wimille              |
| 16 april 1950     | 158  | San Remo Grand Prix   | Ospedaletti           | –             | Juan Manuel Fangio               |
| 13 mei 1950       | 158  | European Grand Prix   | Silverstone           | Formula One   | Giuseppe Farina                  |
| 21 mei 1950       | 158  | Monaco Grand Prix     | Monaco                | Formula One   | Juan Manuel Fangio               |
| 4 juni 1950       | 158  | Swiss Grand Prix      | Bremgarten            | Formula One   | Giuseppe Farina                  |
| 18 juni 1950      | 158  | Belgian Grand Prix    | Spa                   | Formula One   | Juan Manuel Fangio               |
| 2 juli 1950       | 158  | French Grand Prix     | Reims                 | Formula One   | Juan Manuel Fangio               |
| 9 juli 1950       | 158  | Bari Grand Prix       | Bari                  | –             | Giuseppe Farina                  |
| 30 juli 1950      | 158  | Grand Prix of Nations | Geneva                | –             | Juan Manuel Fangio               |
| 15 augustus 1950  | 158  | Coppa Acerbo          | Pescara               | –             | Juan Manuel Fangio               |
| 26 augustus 1950  | 158  | International Trophy  | Silverstone           | non-Champ. F1 | Giuseppe Farina                  |
| 3 september 1950  | 158  | Italian Grand Prix    | Monza                 | Formula One   | Giuseppe Farina                  |
| 27 mei 1951       | 159  | Swiss Grand Prix      | Bremgarten            | Formula One   | Juan Manuel Fangio               |
| 2 juni 1951       | 159  | Ulster Trophy         | Dundrod               | –             | Giuseppe Farina                  |
| 17 juni 1951      | 159  | Belgian Grand Prix    | Spa                   | Formula One   | Giuseppe Farina                  |
| 1 juli 1951       | 159  | French Grand Prix     | Reims                 | Formula One   | Luigi Fagioli/Juan Manuel Fangio |
| 28 oktober 1951   | 159  | Spanish Grand Prix    | Pedralbes             | Formula One   | Juan Manuel Fangio               |
| 2 september 1951  | 159  | Bari Grand Prix       | Bari                  | –             | Juan Manuel Fangio               |
| 1953              | 159  | Merano Grand Prix     | Italy                 | –             | Juan Manuel Fangio               |

## Formule 1 resultaten
Resultaten in vet geven de pole positie aan, cursief betekent snelste ronde.
| Jaar | Chassis | Motor                 | Banden | Coureurs              | 1   | 2   | 3   | 4   | 5   | 6   | 7   | 8   | Punten | WCC |
| ---- | ------- | --------------------- | ------ | --------------------- | --- | --- | --- | --- | --- | --- | --- | --- | ------ | --- |
| 1950 | 158     | Alfa Romeo 158 1.5 L8 | P      |                       | GBR | MON | 500 | SUI | BEL | FRA | ITA |     | 88     | –*  |
| 1950 | 158     | Alfa Romeo 158 1.5 L8 | P      | Giuseppe Farina       | 1   | Ret |     | 1   | 4   | 7   | 1   |     | 88     | –*  |
| 1950 | 158     | Alfa Romeo 158 1.5 L8 | P      | Juan Manuel Fangio    | Ret | 1   |     | Ret | 1   | 1   | Ret |     | 88     | –*  |
| 1950 | 158     | Alfa Romeo 158 1.5 L8 | P      | Luigi Fagioli         | 2   | Ret |     | 2   | 2   | 2   | 3   |     | 88     | –*  |
| 1950 | 158     | Alfa Romeo 158 1.5 L8 | P      | Reg Parnell           | 3   |     |     |     |     |     |     |     | 88     | –*  |
| 1950 | 158     | Alfa Romeo 158 1.5 L8 | P      | Gianbattista Guidotti | DNS |     |     |     |     |     |     |     | 88     | –*  |
| 1950 | 158     | Alfa Romeo 158 1.5 L8 | P      | Consalvo Sanesi       |     |     |     |     |     |     | Ret |     | 88     | –*  |
| 1950 | 158     | Alfa Romeo 158 1.5 L8 | P      | Piero Taruffi         |     |     |     |     |     |     | Ret |     | 88     | –*  |
| 1951 | 159     | Alfa Romeo 158 1.5 L8 | P      |                       | SUI | 500 | BEL | FRA | GBR | GER | ITA | ESP | 75     | –*  |
| 1951 | 159     | Alfa Romeo 158 1.5 L8 | P      | Giuseppe Farina       | 3   |     | 1   | 5   | Ret | Ret | 3   | 3   | 75     | –*  |
| 1951 | 159     | Alfa Romeo 158 1.5 L8 | P      | Juan Manuel Fangio    | 1   |     | 9   | 1   | 2   | 2   | Ret | 1   | 75     | –*  |
| 1951 | 159     | Alfa Romeo 158 1.5 L8 | P      | Toulo de Graffenried  | 5   |     |     |     |     |     | Ret | 6   | 75     | –*  |
| 1951 | 159     | Alfa Romeo 158 1.5 L8 | P      | Consalvo Sanesi       | 4   |     | Ret | 10  | 6   |     |     |     | 75     | –*  |
| 1951 | 159     | Alfa Romeo 158 1.5 L8 | P      | Gianbattista Guidotti | DNS |     |     |     |     |     |     |     | 75     | –*  |
| 1951 | 159     | Alfa Romeo 158 1.5 L8 | P      | Luigi Fagioli         |     |     |     | 1   |     |     |     |     | 75     | –*  |
| 1951 | 159     | Alfa Romeo 158 1.5 L8 | P      | Felice Bonetto        |     |     |     |     | 4   | Ret | 3   | 5   | 75     | –*  |
| 1951 | 159     | Alfa Romeo 158 1.5 L8 | P      | Paul Pietsch          |     |     |     |     |     | Ret |     |     | 75     | –*  |

* Het Constructeurs Kampioenschap werd niet toegekend tot 1958.

## Trivia
- Zowel de Alfa Romeo Alfetta (1972) als de Alfa Romeo 159 (2006) zijn vernoemd naar deze racewagen.